# 太焦铁路
太焦铁路是中国山西太原至河南焦作的铁路干线，是晋煤外运的主要通道之一，也是构成与京广线平行的中国南北交通干线之一。

## 历史
20世纪五十年代，国家规划建设从京汉铁路詹店站（现焦作东）出岔，经焦作、晋城、长治、沁县、牛寺、来远，接轨到南同蒲线东观站的干线铁路，称为“詹东铁路”，全长366公里。
1957年10月5日动工时改由焦作西郊北朱村（今焦作西站）为起点，1958年5月1日修至九府坟（今月山站）通车，全长30公里。1960年10月，修至山西襄垣南界的五阳站通车，1961年1月1日正式运营，全长183.34公里。从此，长治有了火车站，全国各地都可通过铁路将货物直发到站，各企业撤销了在邯郸、焦作的转运站，初步实现了货畅其流。
北段从1958年8月全线开工建设，1961年因国家大面积缩减基本建设，1961年9月北段停工。经过两年多的建设，北段共投资2442万元，完成该段总投资的20%左右，且大部分工程集中在祁县子洪和沁县牛寺间的困难地段，其余地段路基仅为零碎破方及部分隧道、桥涵施工。
1969年国务院立项太焦铁路：“……为加强战备、搞好国防建设，支援革命老区的经济建设，遵照党中央、国务院的指示精神，修建山西省会太原至河南省焦作市的太焦铁路线。线路全长458公里，途经山西、河南两省，投资概算1.2亿元，工期预期三年，主要由铁道部第三工程局负责施工，山西、河南两省和太原、郑州铁路局等单位协助建设。工程总指挥部设在太原铁路局。工程代号3202……”1969年11月，在太原铁路局会议室，山西省革命委员会主持召开了太焦铁路“3202”工程论证会。铁道部第三设计院专家以苏子文为主的专家组从技术角度对“3202”工程方案提出了不同意见：太焦线如果绕行老区，就会使设备延长，增加山区线路，施工技术难度加大，投资也会相应增加，建议维持原来设计的“白晋线方案”。期间，革命老区武乡、榆社、沁县的县革委会，积极向中央、省、地反映人民群众的强烈愿望，盼望铁路改线通过老区。左权县、武乡县发现了新的煤田，为了方便煤碳运输，煤炭工业部提出北段改走东线方案；北京军区认为原设计西线方案不符合备战方针，也要求改线；山西省革委会领导为加快榆社、武乡等革命老区建设，也提出改走榆社、武乡的东线方案的要求。最终，经过各级各层的群体努力，初步确定了改线方案。1970年1月至5月，铁道部第三设计院经过现场勘测和进一步研究，并广泛征求山西省有关单位、部门意见，提出了《詹店至东观线五阳至东观复工调查方案研究报告》和《方案研究补充报告》，报请铁道部军管会。报告书中通过用西线长隧道方案（越岭隧道长5.9公里，线路建筑长度161公里）及西线短隧道方案（越岭隧道长1.5公里，线路建筑长度164公里的）两个方案与东线长隧道方案（越岭隧道长6.4公里，线路建筑长度189公里）进行了详细的比较。1970年6月，铁道部军管会批准采用该线路方案，从而确定了线路由五阳站引出，经沁县、武乡、榆社，跨越太岳山脉，接轨于南同蒲线修文站。该方案比原设计的“白晋线方案”增加线路长度73.5公里，增加隧道10座，桥梁4座，增设车站2个，预算投资额也增加了1187万元。采用西线短隧道方案在东观接轨，则工期短，地质条件较好，不仅可以利用前期已修建的路基，部分路段还可以利用原白晋铁路遗留的路基，这样不仅可以大大缩短工期，还可以大幅减少投资。同时考虑到促进革命老区的快速发展，可在西线短隧道方案的基础上另修一条19公里长的沁武(由沁县到武乡县)支线。即便如此，也比东线长隧道方案至少节省约1740万元（以1970年物价计），鉴于以上比对结果，铁三院以工期短、投资少、地质条件较好而大力推荐西线短隧道方案。1970年6月10日铁道部军管会以( 70)铁军生字第274号文批示，同意采用东线方案，由铁三局负责施工，且要求必须在1971年建成通车。
1970年6月，由山西省工程指挥部组织铁道部第三设计院、山西省公路设计院、大同、阳泉、西山矿务局、山西省煤化局以及太谷、盂县、沁县、武乡县民兵团等单位参加了太焦线修五段勘测设计“大会战”。设计时在未安排初测、初步设计的情况下，采取边勘测、边设计、边施工的“三边”办法。经过6个多月的紧张工作，于1970年12月提出了边勘测、边设计、边施工的修筑方案，概算总额16200万元。为了缩短施工期，设计时不得不提高线路标高，迂回展线，将长隧道改为短隧道，结果出现了隧道群，隧道总长增加4.1公里，线路延长了14公里，还增加了两个车站。另外，因施工前未对线路进行地质钻探，导致在全段210km范围内共计发生大小滑坡64处。二十世纪七十年代，太焦线北段是华北地区出现滑坡中最为严重的地段，特点是规模大小不一、密度大、类型多样且成群出现，达到无坡不滑，无堑不坍的严重局面。其中寨底滑坡和牛晶坪滑坡最为典型，滑坡体积达500多万立方米，属超巨型破碎岩石滑坡，当发现该滑坡变形加快时，隧道已经打通，路基也基本成形，但考虑到该滑坡规模巨大，稳定性差，整治困难且工程量大。因此不得不放弃该段将线路改到小河南岸，由于改线又增设了大桥一座，并废弃完工路基工程近1.2km，隧道一座。不仅如此隧道塌方也时有发生。
1970年7月，五阳往北的新建铁路工程动工修建，称3202工程（为铁三院第二设计队在山西的第二项工程）。当时山西省修建的几条战备铁路，京原线为“3201”,太原到古交铁路线为“3203”，太原到军渡铁路线为“3204”。山西省革委会成立了省铁路建设指挥部。晋中地区组建了铁路分指挥部。晋中地区和晋东南地区26个县市的民兵和大同、轩岗、西山、阳泉、汾西、霍县、潞安、晋城8大矿务局及交通部（当时铁道部并入了交通部）第三工程局参与兴建。各县民兵主要负责路基土石方施工，八大矿务局和第三工程局主要负责隧道、桥梁施工。山西省“3202”工程指挥部设在榆社县原县革委会机关院内，总指挥谢振华，副总指挥是铁三局工程处处长陈建国。以榆社为界，晋中地区和晋东南地区分别成立了工程分指挥部，负责北、南段的施工。1970年6月8日成立了詹东铁路晋中段建设指挥部，组建了14个民兵团、4个独立营、2个独立连，晋中军分区司令员邱玉亭任总指挥，晋中军分区副政委李书田任政治委员，晋中地区革委会生产组副组长张振邦、晋中军分区后勤部副部长张志修任副总指挥，指挥部领导小组由邱玉亭、李书田、张志修、地区革委会计划办公室负责人王小发、工业办公室负责人崔子英、交通办公室负责人石成富、商业办公室负责人李志平、粮食办公室负责人曹修远和铁路、煤炭等有关人员组成。1970年10月24日，晋中地区革委会增补晋中军分区司令部副参谋长赵锡岚为分指挥部副总指挥，增补赵锡岚、叶峰、李兵余、屈文明（6121部队参谋长）、张永来（6121部队副主任）、郝保易（8737部队副参谋长）、华茂（铁三局军代表）、闫继宗（大同矿隧道团团长）等8人为领导小组成员。晋东南段工程分指挥部设在沁县中学，总指挥张贵成，副总指挥是王景生。各县组建民兵团上路施工，设施工组、政工组、后勤组、卫生队。
1972年6月在太原召开设计、施工、运营三结合施工设计文件审查会议。期间铁三院针对本段线路地质不良、病害多等问题，提出“请交通部领导组织设计、施工、运营、科研等有关单位，对全线作一次全局检查，以便及早采取措施”的建议，该建议引起了山西省委领导的高度重视，并亲临现场视察，听取设计、施工汇报，但之后仍作出了“目前不宜改线，仍以整治为主”的决定。
1975年3月铁道部决定，修文至五阳和焦作至五阳段合并，定名为太焦线。1975年9月29日在修文接轨。1979年4月1日，太原（修文）至焦作（月山）线全线通车，全长381.7公里。。北起太原，南至焦作，与焦柳铁路相接，全长434公里。

## 扩能改造
2025年4月，太焦铁路长治北站至月山站扩能改造工程将正式开工。主要改造内容为实施自动闭塞改造，长治北、东田良、西阳村、南陈铺、晋城北5座车站到发线有效延长至1050米，关闭赵庄站，车流量较大的平交道口改造为立交，重点城区地段增设防护栅栏；配套改造电气化设备，补强机辆设施。

## 与其它铁路的连接
- 修文站：同蒲铁路
- 武乡东站：武左铁路
- 长治北站：邯长铁路
- 南陈铺站：嘉南铁路（建设中）[4]
- 月山站：焦柳铁路、新月铁路